# Medalha de Fidelidade ao Rei e à Pátria

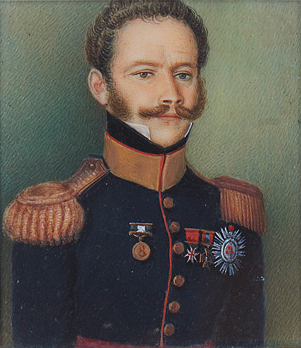
Retrato de oficial miguelista da Guerra Civil Portuguesa; enverga a Medalha de Fidelidade ao Rei e à Pátria do lado direito do peito.

A Medalha de Fidelidade ao Rei e à Pátria, por vezes conhecida jocosamente pelos liberais pela Medalha da Poeira ou Medalha da Guerra da Poeira, é uma medalha comemorativa, em prata dourada, com a efígie de D. João VI de Portugal, e contendo, do outro lado a frase "Fidelidade ao Rei e à Pátria - 1823". 
Esta foi concedida, em 24 Junho de 1823, como moeda de honra aos oficiais militares que participaram na Vilafrancada e que foram todos aqueles que apoiaram o infante D. Miguel na aclamação do rei seu pai, em Vila Franca de Xira, que tinha surgido como grito de revolta para que fossem restaurados os direitos de soberania da Realeza.
Dias depois um novo decreto real cria a “Medalha à Heroica Fidelidade Transmontana”, outra moeda de honra destinada a premiar os oficiais e praças dos corpos do exército que meses antes ao referido encontro e com o mesmo propósito, se tinham integrado nas tropas revoltosas de Manuel da Silveira Pinto da Fonseca Teixeira, então conde de Amarante, depois elevado a marquês de Chaves.
Houve ainda outra condecoração, com a real efígie de Dom João VI, que era circulada de brilhantes e repousada em âncoras cruzadas, e que foi especialmente criada por esse monarca português para agradecer o apoio recebido das unidades navais britânicas e francesa estacionadas no rio Tejo nesses dias do refúgio naval do Rei.

## Cronologia dos documentos
- 1823, 18 de Junho – Carta de Lei que revoga a legislação das Cortes Gerais de 1820 que tinham instituído as cores azul e branca nos laços nacionais, de uso obrigatório pelas Forças Armadas e por todos os funcionários públicos. É reposto o laço nacional anterior às mesmas com as cores azul ferrete e escarlate.
- 1823, 24 de Junho – Decreto da criação da Medalha de Fidelidade ao Rei e à Pátria:

"Querendo dar um testemunho público e bem merecido, aos oficiais e Corpos do Exército, que tomaram a briosa resolução de acompanhar o Meu muito Amado e Prezado Filho o Infante D. Miguel na sua saída de Lisboa, a fim de pôr em execução o projecto de salvar a Pátria e a Minha Real Pessoa, do domínio de uma facção anárquica; assim como áqueles que, pelo mesmo motivo, e com a mesma honrada resolução, Me acompanharam a Vila Franca de Xira; e bem assim aos mais Oficiais que, levados de um impulso de amor pela Minha Real Pessoa, e de zelo e interesse pela Causa Pública, tão felizmente regenerada, Me conduziram, como em triunfo, pela Capital; consultando nisto sómente os efeitos naturais e próprios da Lealdade Portuguesa: Hei por bem, enquanto não Lhes faço outras Mercês, conceder aos Oficiais, qualquer que seja a sua graduação, …, de uma medalha de ouro, a qual deverá ter de um lado a seguinte legenda = Fidelidade ao Rei e à Pátria =; e do outro a Minha Real Efígie: e aos oficiais inferiores, cadetes e soldados, de uma semelhante medalha de prata; uma e outra pendentes no lado direito de uma fita com lista branca entre duas verdes."
Na mesma data seguiu outro decreto, que estendeu a concessão desta medalha aos oficiais e corpos do Exército que desde 30 de Maio até 5 de Junho fizeram as Guardas da rainha D. Carlota Joaquina e da princesa D. Maria Francisca, tia do rei. 
- 1823, 28 de Junho – Decreto da criação da referida Medalha à Heróica Fidelidade Transmontana.
- 1823, 29 de Setembro – Decreto que amplia a concessão da medalha da Fidelidade ao Rei e à Pátria a todos os oficiais e corpos do Exército que, de alguma forma, aclamaram os inauferíveis direitos da soberania de D. João VI (sob proposta do Infante D. Miguel, em resposta ao decreto de 28 de Junho pp.), com novas cores das fitas da medalha, consoante os seguintes casos:

1. – Fita com lista branca entre duas verdes (decreto original) – Todos os oficiais que se unirão ao infante D. Miguel no dia 27 de Maio ou que partiram dos lugares donde estavam com essa finalidade;
2. Fita como no decreto original, com um vivo escarlate no meio da lista branca – Todos os oficiais que desde 28 até 30 de Maio se unirão ao infante D. Miguel;
3. Fita como no decreto original, com um vivo amarelo no meio da lista branca – Todos os oficiais que desde 30 de Maio até 5 de Junho se unirão à real Pessoa de D. João VI ou que o clamarão junto com o infante D. Miguel;
4. – Fita como no decreto original, com um vivo azul ferrete no meio da lista branca – Todos os oficiais que nas Provínciais aclamaram os incontestáveis direitos da Real Soberania de D. João VI[1]